# Cửu Diệu tinh quân
Cửu Diệu tinh quân (chữ Hán: 九曜星君) là chín vị thần trông coi 9 thiên thể chuyển động trên bầu trời theo quan điểm thần thoại Trung Quốc, gồm:
- Thái Dương tinh quân (太阳星君, trông coi Mặt Trời).
- Thái Âm tinh quân (太阴星君, trông coi Mặt Trăng).
- Thái Bạch (Kim Đức) tinh quân (太白星君, trông coi Sao Kim).
- Mộc Đức tinh quân (木德星君, trông coi Sao Mộc).
- Thủy Đức tinh quân (水德星君, trông coi Sao Thủy).
- Hỏa Đức tinh quân (火德星君, trông coi Sao Hỏa).
- Thổ Đức tinh quân (土德星君, trông coi Sao Thổ).
- La Hầu tinh quân (罗喉星君, trông coi thực tinh La Hầu).
- Kế Đô tinh quân (计都星君, trông coi thực tinh Kế Đô).

7 thiên thể đầu là có thực, còn 2 vì sao La Hầu và Kế Đô là những vì sao tưởng tượng, chỉ tồn tại trong thần thoại.
Khái niệm Cửu Diệu bắt nguồn từ khái niệm Ngũ Đức tinh quân trong văn hóa Đạo giáo, kết hợp với khái niệm Navagraha trong văn hóa Ấn giáo.
Trong kinh điển Phật giáo từng nhắc đến khái niệm Cửu Diệu đã được Đức Phật nói trong các tú diệu nghi quỹ của Mật giáo. Sau khi Phật giáo Ấn Độ truyền vào Trung Quốc, nhiều khái niệm văn hóa Ấn Độ được nhắc trong kinh điển Phật giáo được biến đổi các khái niệm trong văn hóa Trung Quốc, từ đó được truyền bá trong vùng văn hóa Á Đông.